# Геральдична тварина

Орли та леви на гербі Отто IV як імператор Священної Римської імперії

Геральдична тварина — тварина, яка зображена на гербі у вигляді звичайної фігури, у вигляді щитотримача або у вигляді нашоломника. Термін геральдична тварина є рідкісним серед геральдистів, але дуже популярний серед непрофесіоналів.

## Загальна фігура геральдичної тварини

Павутина на гербі колишнього гренландського муніципалітету Аасіаат

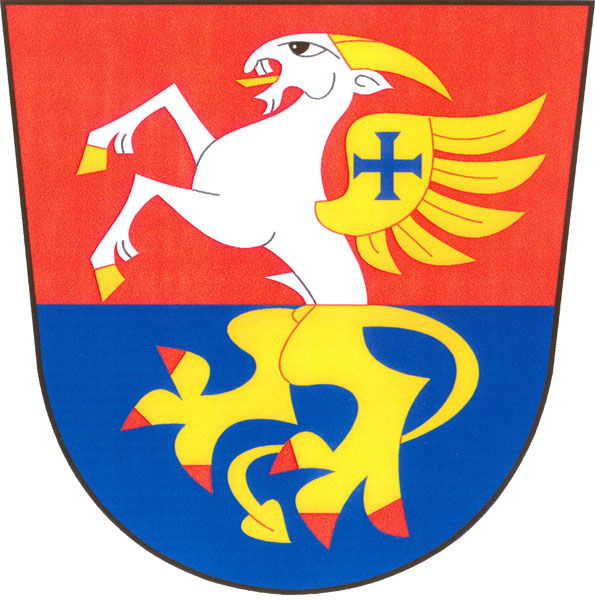
Багаторазово відчуджені

Лебідь у верхньому гербі

Фантазійна тварина з тулубом косулі та тілом риби на гербі Зарасая

Усі природні тварини та тварини з міфічних світів (єдиноріг, дракон, грифон тощо) можуть бути використані в гербі. Модифікація відомих істот шляхом, здавалося б, абсурдних змін збагатила геральдику. Наприклад, ссавці з риб'ячим хвостом (морський лев) або тварини з крилами (крилатий бик), які не створені для польоту, є особливими ознаками. Це також стосується літаючої риби на гербі Ітінгена.
За деякими винятками, тварини стилізовані під герб. Особливо ті, що знайшли своє місце на щитах на початку геральдики, були адаптовані до моди протягом століть, і їхнє зображення насичене мистецькими прийомами. Історик може призначити тип репрезентації відповідній епосі. Більшість геральдичних тварин мають переважне положення на щиті. Багато геральдичних тварин дивляться праворуч (як їх бачить щитоносець), а леви в першу чергу зображені підіймаються. Це спрощує опис герба (блазон), оскільки не потрібно згадувати основні посади. Геральдичні тварини можуть рости, стояти біля щілини, у короні або в шапочці (обладунки на голові). Багато термінів коротко пояснюють зовнішній вигляд, положення та колір.
З багатьох геральдичних тварин беруться лише такі частини, як голова, крила, лапи та передня частина. До частин ставляться як до тварини. Опис озброєння робить невелику різницю між двома начебто ідентичними гербами.
Геральдичні тварини залишаються звичайною фігурою, навіть якщо вони торкаються краю щита або лінії поділу на щиті. Їх також часто зображують як щитотримачів.
До популярних геральдичних тварин належать орли, леви та леопарди.
Серед менш поширених тварин — рептилії. Рептилії є поширеною фігурою в геральдиці як геральдичних тварин. Усі види ящірок, такі як крокодили, варани та саламандри, а також змії та черепахи, можна знайти на гербах і є найважливішими представниками. Кожен із цих видів тварин має власні правила відображення його на щиті чи верхньому гербі чи як щитотримача.
- Крокодил: див. основну статтю крокодил (геральдична тварина)
- Змія: див. основну статтю змія (геральдична тварина)
- Саламандра: див. основну статтю саламандра (геральдична тварина)
- Ящірка: представлення в основному у вигляді зверху
- Черепаха: див. основну статтю черепаха (геральдична тварина)
- дивіться основну статтю бажаної геральдичної тварини.

- Комахи: Комахи також рідкісні. Див. основну статтю Бджоли та мурахи. Інформацію про інших комах див. у розділі «Загальні малюнки» у розділі «Комахи».

## Геральдичні тварини з риб'ячим хвостом
У багатьох геральдичних тварин круп замінюється риб'ячим хвостом. Це подвоює можливості в гербі або над ним. Тут немає меж для фантазії. Стеля церкви Св. Мартіна в Ціллісі в швейцарському кантоні Граубюнден показує, що можливо: тут можна побачити багатьох міфічних істот, які також використовуються в геральдиці. Особливістю є дуже розгалужене зображення геральдичних тварин з риб'ячим хвостом. Наприклад, так зображені лев, кабан, єдиноріг, білий козел, баран і вовк. Так зобразили навіть слона. Це називається риб'ячий хвіст. Людські істоти також використовують даний елемент. Прикладами є Тритон і Мелюзина, також відома як русалка.
- Див. також морський грифон.

## Застосування
У той час як у геральдиці репрезентативні елементи на щиті в принципі довільні, тобто власник герба може їх вільно обирати, з перших днів геральдики існує тенденція пов'язувати певну символіку із загальною фігурою.
У геральдиці, по можливості, вітаються промовисті герби. Це означає, що при створенні герба дизайнери неодмінно повинні керуватися іменем власника герба. Це прагнення також може породити багато тваринних мотивів, наприклад, у таких прізвищах, як «Гірш», «Фішер», «Еберс», «Карась» тощо.

## Геральдичні тварини української геральдики

Руський лев
Галицька галка
Белзький грифон
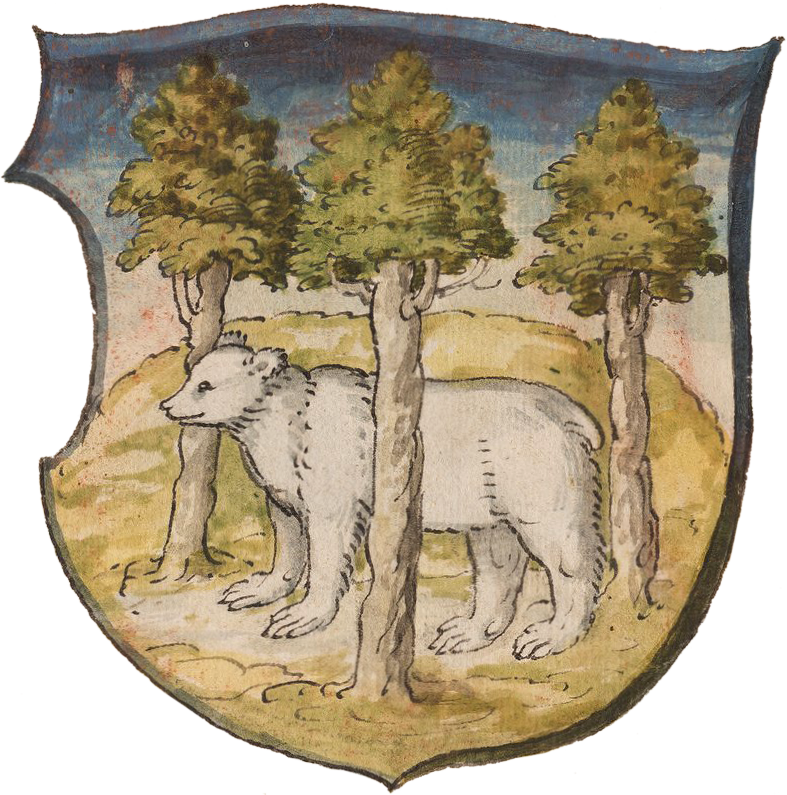
Холмський ведмідь
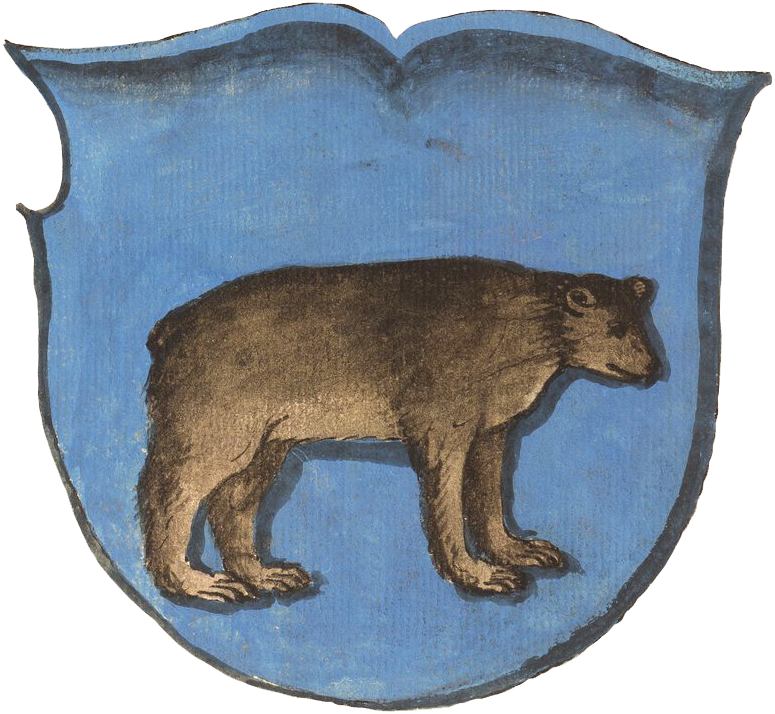
Київський ведмідь
Таврійський орел
Перемишльський орел
Чернігівський орел
Закарпатський ведмідь
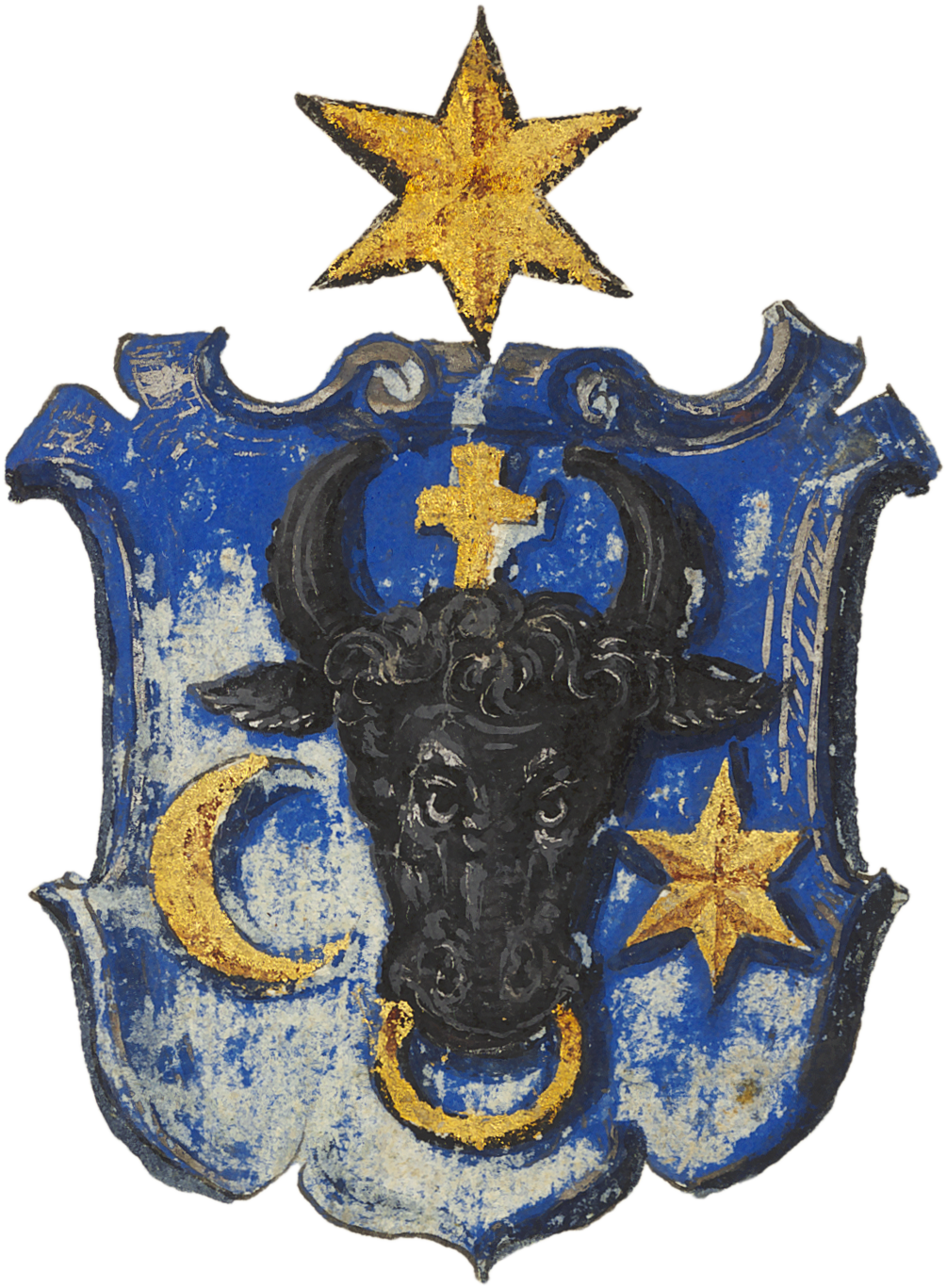
Бичача голова Молдови

## Використання геральдичних тварин у прусському гербі
На великому гербі німецьких імператорів як королів Пруссії та на середньому гербі ці геральдичні тварини зображені в полях (без додаткових частин і верхнього герба):
- Великий герб німецьких імператорів як королів Пруссії:
  - орел сім разів;
  - лев десять разів;
  - кінь двічі;
  - гриф тричі;
  - гарпія раз;
  - бик двічі;
  - півень раз;
  - олень один раз.
- середній герб Вільгельма II як короля Пруссії:
  - орел шість разів;
  - лев п'ять разів;
  - кінь двічі;
  - грифон раз.

Розкидані окремі фігури лише показують частотність обраних геральдичних тварин у композиції прусського герба і таким чином документують їхню популярність.

## Геральдичні тварини німецьких держав
На більшості гербів німецьких земель присутні геральдичні тварини:
- Баден-Вюртемберг: різноманітні леви (штауфішерський лев, пфальцький лев);
- Баварія: різні леви (пфальцький лев) і блакитна пантера;
- Берлін: ведмідь (берлінський ведмідь);
- Бранденбург: орел (бранденбурзький орел);
- Гессен: лев («барвистий лев»);
- Мекленбург-Передня Померанія: бик (Мекленбург) і грифон (Західна Померанія);
- Нижня Саксонія: кінь (саксонський кінь);
- Північний Рейн-Вестфалія: вестфальський кінь;
- Рейнланд-Пфальц: пфальцький лев;
- Саар: різноманітні леви (пфальцький лев) та орли;
- Саксонія-Ангальт: ведмідь і орел;
- Шлезвіг-Гольштейн: леви (Шлезвіг);
- Тюрингія: лев («барвистий лев»).

Барвистий гессенський лев
Барвистий лев Тюрингії
Берлінський ведмідь
Померанський грифон
Саксонський кінь
Пфальцький лев
Бранденбурзький орел
Леви Штауфера
Синя Пантера

У Баварії, Бремені та Гамбурзі два леви, у Баден-Вюртемберзі олень і грифон як щитотримачі є частиною Великого герба.

Баварські Леви
Бременські Леви
Гамбурзькі леви
Баден-Вюртембергський олень і грифон

## Геральдичні тварини австрійських земель
- Бургенланд: червоний орел;
- Каринтія: три леви;
- Нижня Австрія: п'ять орлів або жайворонків;
- Верхня Австрія: орел;
- Зальцбург: лев;
- Штирія: штирійська пантера;
- Тіроль: тірольський орел;
- Форарльберг;
- Відень: орел.

Тірольський орел
Штирійська пантера

## Геральдичні тварини швейцарських кантонів
- Аппенцель: ведмідь;
- Берн: ведмідь;
- Женева: орел;
- Граубюнден: козел;
- Шаффхаузен: баран (овен);
- Тургау: два леви;
- Урі: бик.

Аппенцельський ведмідь (Ауссерроден)
Аппенцелльський ведмідь (Внутрішній Родос)
Бернський ведмідь
Женевський орел
Бюнденський козел
Шаффхаузенський баран
Леви Тургау
Бичача голова урі